# Vintilă Cossini
Vintilă Cossini (* 21. November 1913 in Constanța; † 24. Juni 2000) war ein rumänischer Fußballspieler, italienischer Herkunft. Er kam in 163 Begegnungen der höchsten rumänischen Fußballliga, der Divizia A, zum Einsatz und nahm an der Fußball-Weltmeisterschaft 1938 teil.

## Karriere
Cossini begann mit dem Fußballspielen in seiner Heimatstadt Constanța bei Tricolor, das seinerzeit in regionalen Ligen spielte. Im Jahr 1933 wechselte er zu CFR Bukarest (später Rapid Bukarest), dem er bis zum Ende seiner Karriere im Jahr 1941 treu blieb. Mit Rapid gewann Cossini sechs Mal den rumänischen Pokal und wurde insgesamt fünf Mal Vizemeister. Der größte Erfolg, die Meisterschaft, gelang ihm jedoch nie.

## Nationalmannschaft
Cossini bestritt 25 Spiele für die rumänische Fußballnationalmannschaft. Sein Debüt gab er am 17. Juni 1935 gegen Jugoslawien. Er stand im Kader Rumäniens für die Fußball-Weltmeisterschaft 1938 in Frankreich und kam dort im ersten Spiel gegen Kuba zum Einsatz.

## Erfolge
- WM-Teilnehmer: 1938
- Sieger des Balkan-Cups: 1936
- Rumänischer Pokalsieger: 1935, 1937, 1938, 1939, 1940, 1941
- Rumänischer Vizemeister: 1933, 1937, 1938, 1940, 1941

## Sonstiges
Nach dem Ende seiner Karriere zog sich Cossini vom Fußball zurück und arbeitete als Elektrotechniker. Von 1971 bis 1976 war er Vorsitzender der Fußballkommission der Stadt Bukarest.